# Sisyrnodytes curtus
Sisyrnodytes curtus là một loài ruồi trong họ Asilidae. Sisyrnodytes curtus được Wiedemann miêu tả năm 1819. Loài này phân bố ở vùng nhiệt đới châu Phi.